# Autostrada międzystanowa nr 705
Autostrada międzystanowa nr 705 (ang. Interstate 705, I-705) – amerykańska autostrada międzystanowa o długości 1,5 mili (2,41 km) znajdująca się całkowicie w stanie Waszyngton, w mieście Tacoma, będąca drogą pomocniczą autostrady międzystanowej nr 5. Została oddana do użytku w 1991.